# 蛇池村
蛇池村（じゃいけむら）は、かつて岐阜県海津郡に存在した村である。
現在の海津市平田町蛇池に該当する。
村名は、かつてこの地域に存在した池の名称、蛇池に由来する。
蛇池村発足時は海西郡の村であったが、郡制施行後、海津郡の村となっている。

## 歴史
- 1875年（明治8年） - 安八郡脇田村と海西郡野市場村が合併し、海西郡蛇池村となる
- 1889年（明治22年）7月1日 - 町村制により蛇池村発足。
- 1897年（明治30年）4月1日[2] - 郡制に基づき、下石津郡、海西郡と安八郡の一部が合併し、海津郡になる。蛇池村は海津郡の村となる。
- 1897年（明治30年）4月1日 - 野寺村、幡長村、岡村、者結村、勝賀村と合併し、海西村が発足。同日蛇池村は廃止。

## 神社・仏閣
- 白山神社